# Luis Carrión Cruz
Luis Fernando Carrión Cruz (n. 1952) es un político nicaragüense, exguerrillero y uno de los nueve comandantes del Directorio Nacional Sandinista del Frente Sandinista de Liberación Nacional (FSLN) que derrocó al régimen de Somoza en 1979. 
Nacido en una familia adinerada y políticamente bien relacionada, comenzó la universidad en los Estados Unidos pero regresó a Nicaragua, primero uniéndose a un grupo católico radical y luego al FSLN. Dirigió el Frente Oriental Carlos Roberto Huembes en Chontales durante la ofensiva final de la revolución. Fue ministro de Gobierno y miembro del Directorio Nacional del FSLN hasta 1995 cuando se separó del partido y se convirtió en cofundador del Movimiento Renovador Sandinista (MRS).

## Biografía

### Primeros años de vida
Creció en una familia acomodada en Nicaragua. Su padre, Luis Carrión Montoya, era banquero y uno de los mayores accionistas de BANIC, un grupo financiero que controlaba gran parte de la economía nicaragüense antes de 1979. Cuando era niño, Carrión fue un excelente estudiante, nombrado el mejor estudiante de sexto grado en el país en 1964, y finalmente se convirtió en el mejor alumno en su escuela secundaria católica en Managua. Después de su graduación, pasó un año en la Academia Phillips Exeter en New Hampshire, donde estuvo en el cuadro de honor, y se graduó en 1970. Luego se matriculó en el Instituto Politécnico Rensselaer en Troy, Nueva York. Mientras estuvo en los Estados Unidos, participó en las protestas de la guerra de Vietnam, y fue influenciado por los episodios de racismo que presenció, así como por las amplias disparidades entre el lujo relativo en los Estados Unidos y la pobreza severa en Nicaragua. Dejó la universidad para regresar a Nicaragua.

### Frente Sandinista de Liberación Nacional
Carrión se unió a un grupo católico radical en uno de los barrios empobrecidos de Managua, trabajando con el padre Uriel Molina y luego se convirtió en un revolucionario. En 1974 formó la primera célula cristiana sandinista del Frente Sandinista de Liberación Nacional (FSLN) con Joaquín Cuadra y Álvaro Baltodano. En octubre de 1975, él y Jaime Wheelock fueron purgados del FSLN como parte de la facción urbana de la Corriente Proletaria Marxista-Leninista (TP) (abogaban por un enfoque marxista tradicional en el desarrollo del poder obrero, lo que los puso en conflicto con aquellos que favorecían la guerra de guerrillas, la facción de la Guerra Popular Prolongada (GPP), influenciada por los chinos y vietnamitas). Sin embargo, Carrión fue nombrado para el reunificado Directorio Nacional del FSLN anunciado en La Habana, Cuba en mayo de 1979. Fue el miembro más joven de la Dirección. 
Carrión lideró el Frente Oriental Carlos Roberto Huembes en Chontales durante la ofensiva final de la revolución. 
En abril de 1980, tras la caída del gobierno de Somoza en julio de 1979, Carrión asumió el cargo de Primer Viceministro del Interior,  cargo que ocupó hasta 1988 cuando asumió como ministro de Economía, Industria y Comercio, cargo en el que se desempeñó hasta la pérdida del gobierno del FSLN en 1990. 

### Movimiento Renovador Sandinista
Renunció a la Dirección Nacional y al partido FSLN en 1995, convirtiéndose en uno de los fundadores del Movimiento Renovador Sandinista (MRS) con Sergio Ramírez y Dora María Téllez. En 2005 y 2006, Carrión fue jefe de la campaña del MRS para Herty Lewites, quien se postulaba para presidente de Nicaragua contra Daniel Ortega del FSLN y el candidato de la Alianza Liberal Nicaragüense Eduardo Montealegre, hasta que Lewites murió de un ataque al corazón en julio de 2006. 
Durante las protestas antigubernamentales de 2018 y la ola de represión del gobierno del FSLN, Carrión pidió la renuncia de Ortega.
En junio de 2021, tras los arrestos de precandidatos de la oposición en las elecciones generales nicaragüenses de 2021 y otras figuras cívicas, Carrión se exilió diciendo que se enfrentaba a un arresto si permanecía en Nicaragua.
En febrero de 2023 el Tribunal de Apelaciones de la Circunscripción Managua le quitó la nacionalidad nicaragüense.

## Vida personal
Muchos de los familiares de Carrión también están involucrados en la política nicaragüense. Estos incluyen a su hermano Carlos Carrión Cruz, quien fue jefe de la Juventud Sandinista y luego Secretario Político del FSLN, y su hermana Gloria Carrión Cruz, Secretaria General de AMNLAE, el grupo de mujeres sandinistas; así como su tío Arturo Cruz Porras y sus primos Arturo Cruz Sequeira (ambos funcionarios políticos y diplomáticos nicaragüenses) y Javier Carrión McDonough. Es tío de la economista y directora de cine documental Gloria Carrión Fonseca.